# Cratere Mammoth
Mammoth è un cratere sulla superficie di 243 Ida.